# Charlotte Henry
Charlotte Virginia Henry (Brooklyn, 3 marzo 1914 – La Jolla, 11 aprile 1980) è stata un'attrice statunitense.

## Filmografia parziale
- Courage, regia di Archie Mayo (1930)
- Huckleberry Finn, regia di Norman Taurog (1931)
- Proibito (Forbidden), regia di Frank Capra (1932)
- Alice nel Paese delle Meraviglie (Alice in Wonderland), regia di Norman Z. McLeod (1933)
- The Last Gentleman, regia di Sidney Lanfield (1934)
- Nel paese delle meraviglie (Babes in Toyland), regia di Gus Meins e Charles Rogers (1934)
- Hearts in Bondage, regia di Lew Ayres (1936)
- Il pugnale scomparso (Charlie Chan at the Opera), regia di H. Bruce Humberstone (1936)
- The Mandarin Mystery, regia di Ralph Staub (1936)
- Jungle Menace, regia di Harry L. Fraser e George Melford (1937) - serial
- Flying Blind, regia di Frank McDonald (1941)